# Pão de Açúcar
Pão de Açúcar este o stâncă în Brazilia care în traducere ar însemna „pâine de zahăr”. Stânca de granit, cu o înălțime de 396m se află în golful Guanabara, Oceanul Atlantic. Împreună cu statuia lui Isus Cristo Redentor, situată deasupra orașului Rio de Janeiro, Pão de Açúcar face parte din punctele de atracție cele mai importante ale Braziliei. Stânca  Pão de Açúcar a fost pentru prima oară escaladată în anul 1817 de un englez. Pe vârful stâncii se poate ajunge cu un teleferic numit „O Bondinho”. La nord de Pão de Açúcar se află ștrandurile Praia Vermelha, Leme și Copacabana (Rio de Janeiro).

## Galerie de imagini

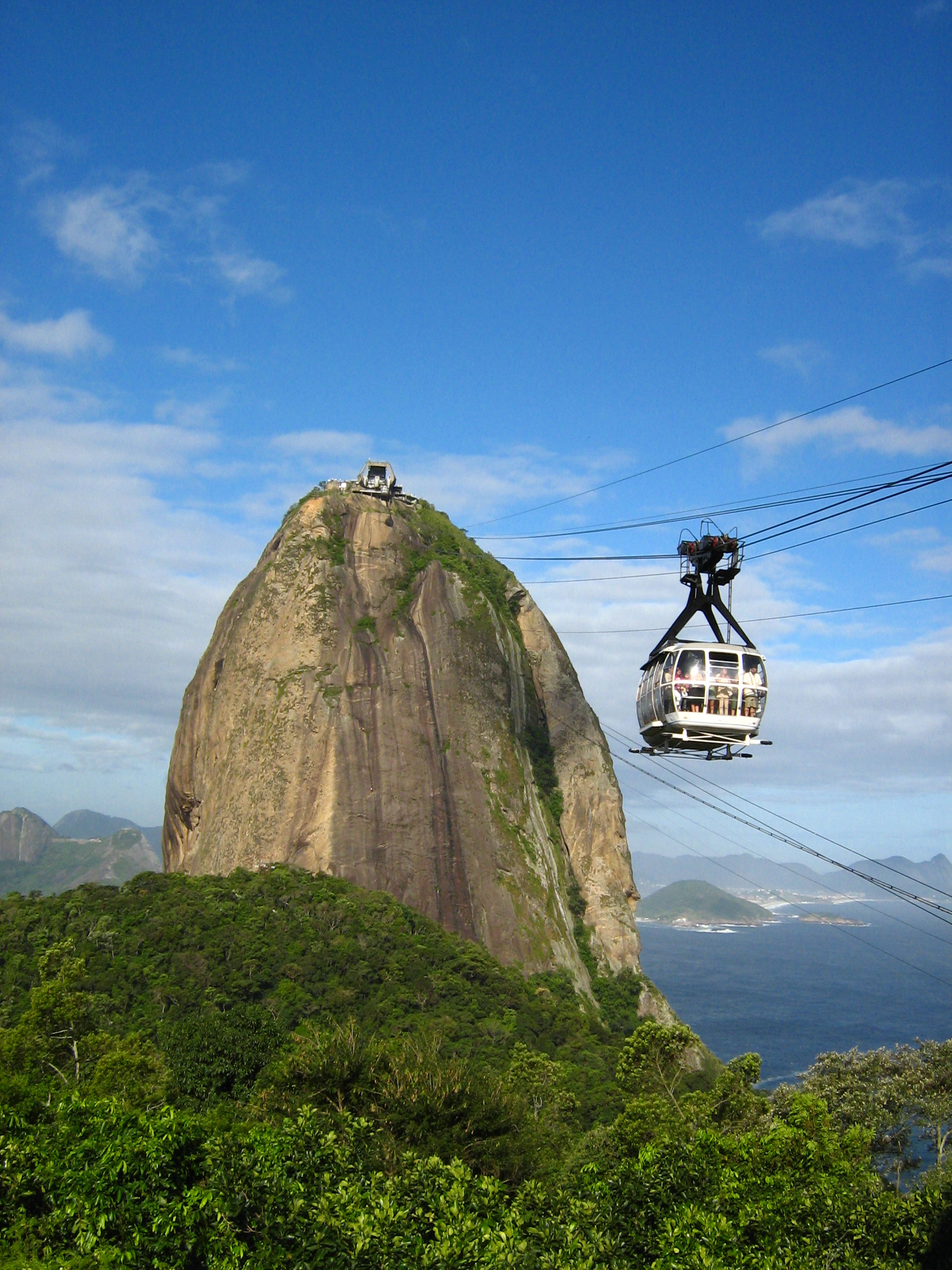
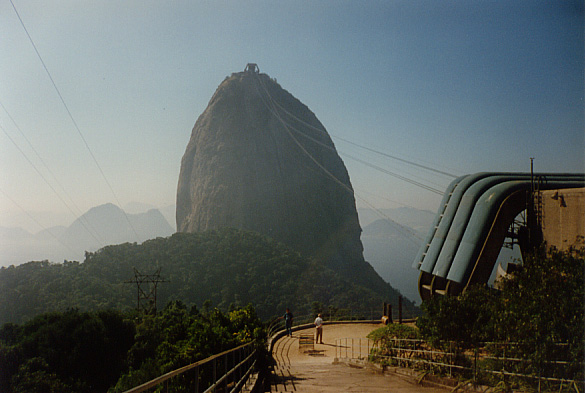
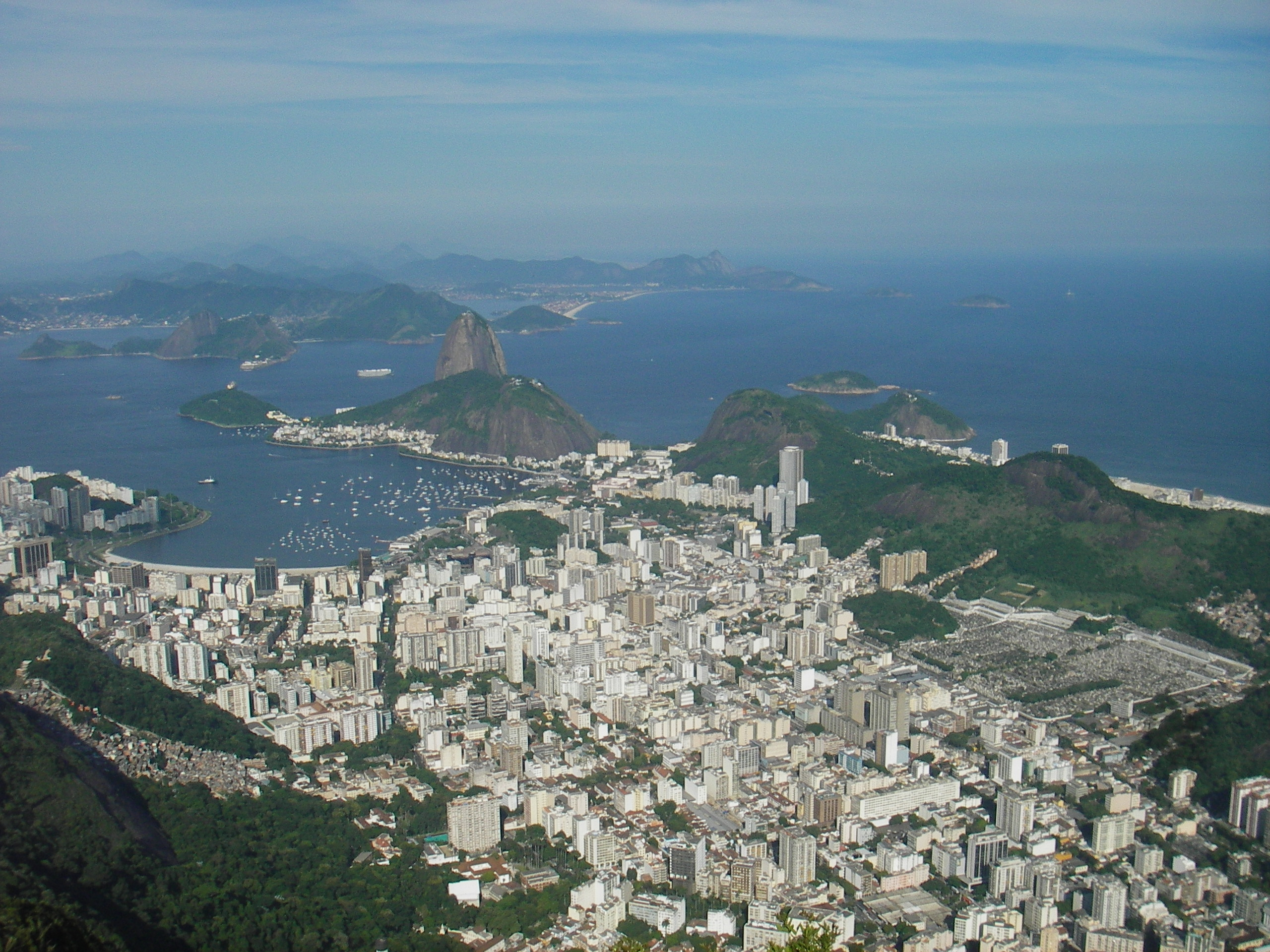